# Józef Cebula
Józef Cebula (Malnia, 23 marzo 1902 – Mauthausen, 9 maggio 1941) è stato un religioso polacco, beatificato nel 1999 da Giovanni Paolo II.

## Biografia
Il maggiore di tre figli, Józef Cebula soffrì di tubercolosi durante l'infanzia e l'adolescenza. Dopo essere guarito studiò al seminario di Krotoszyn e nel 1921 cominciò il noviziato a Marklowice. Successivamente completò la sua istruzione studiando filosofia a Liegi e teologia a Lubliniec. Cebula fu ordinato prete il 5 giugno 1927 e si unì agli Oblati di Maria Immacolata.
Nel 1939 la situazione dei cattolici polacchi si aggravò dopo la conquista nazista della Polonia. In ottobre cento sacerdoti di Markowice furono messi agli arresti domiciliari. Nonostante le restrizioni, Cebula continuò a somministrare i sacramenti nonostante fosse diventato illegale e il 2 aprile del 1941 fu arrestato e spedito in un campo di concentramento a Inowroclaw. Un mese più tardi fu deportato nel campo di concentramento di Mauthausen e costretto ai lavori forzati. Il 7 aprile redarguì le sue guardie ricordando loro del giudizio di Dio e, in tutta risposta, i suoi carcerieri lo fucilarono, facendo passare la sua morte come il risultato di un tentativo di fuga.

## Culto
Józef Cebula fu beatificato da Giovanni Paolo II il 13 giugno 1999 insieme ad altri 107 martiri polacchi.
La sua ricorrenza si celebra il 28 aprile.